# Witosław Czerwonka

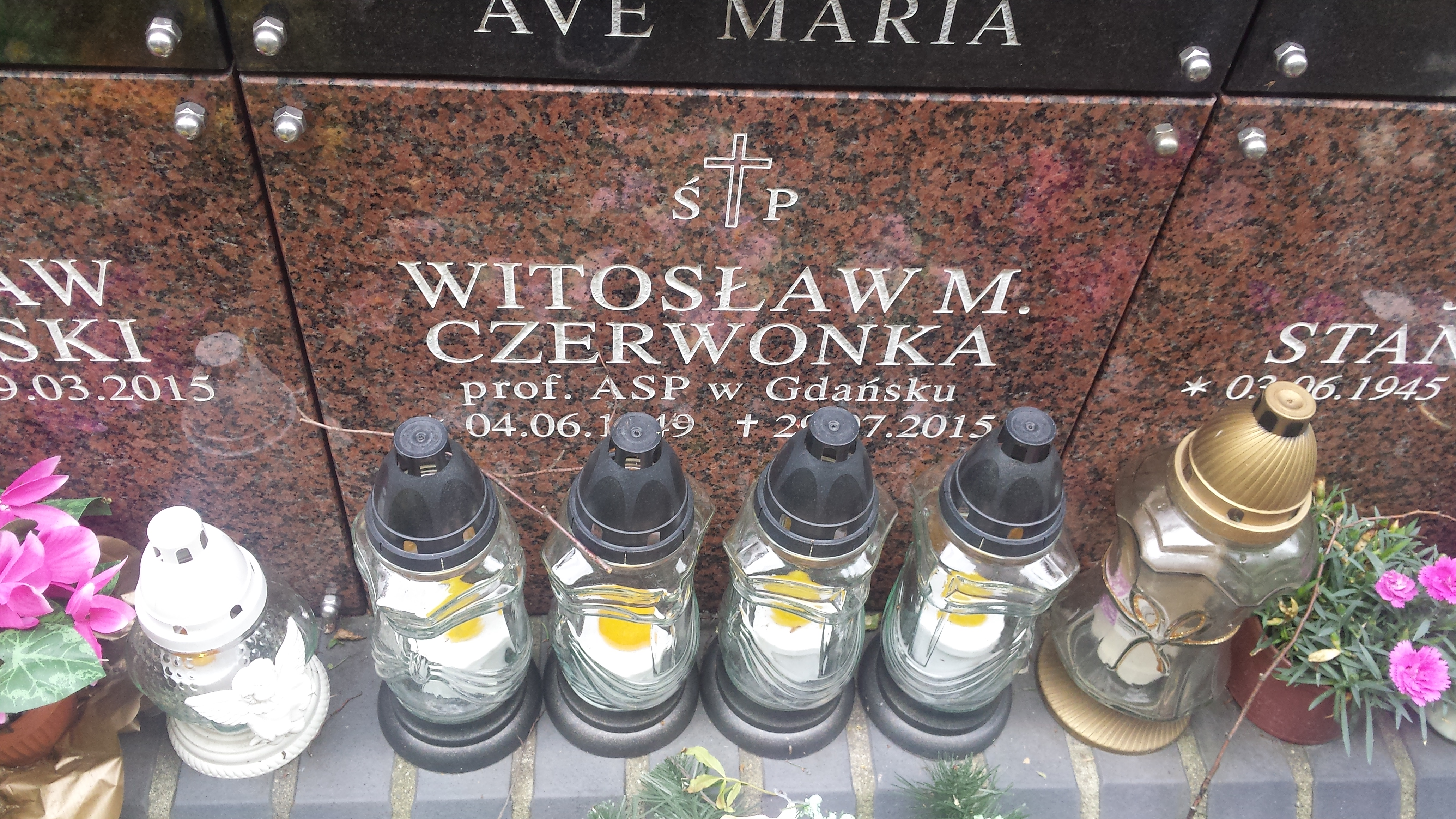
Grób Witosława Czerwonki w kolumbarium cmentarza Srebrzysko

Witosław Czerwonka (ur. 4 czerwca 1949 we Wrocławiu, zm. 29 lipca 2015 w Gdańsku) – polski malarz, rysownik, artysta interdyscyplinarny (twórca instalacji multimedialnych, performance i sztuki wideo).

## Życiorys
Studiował na Wydziale Malarstwa i Rzeźby w Państwowej Wyższej Szkole Sztuk Plastycznych w Gdańsku (obecna nazwa uczelni: Akademia Sztuk Pięknych w Gdańsku), w latach 1967–1972. Dyplom uzyskał w pracowni malarstwa prof. Jacka Żuławskiego oraz Pracowni Projektowania Graficznego prof. Witolda Janowskiego. W latach 1978–1980 wraz z Adamem Harasem i Jerzym Ostrogórskim założył i prowadził galerię multimedialną AUT w Gdańsku, a następnie OUT w Sopocie. W latach 1976–1979 asystent w Pracowni Rysunku i Malarstwa prof. Kiejstuta Bereźnickiego. W 1979 uzyskał stopień adiunkta. W latach 1980–1982 współtworzył z Romanem Usarewiczem nowatorski program Pracowni Podstaw Projektowania, który kontynuował i rozwijał jako prowadzący pracownię w latach 1982–1993. W 1989 przeprowadził przewód II stopnia. W 1992 zorganizował Pracownię Intermedialną, którą prowadził przez wiele lat. W 1995 uzyskał stopień profesora nadzwyczajnego WSP w Olsztynie, a w 1996 gdańskiej PWSSP. Od 1993 do 1999 pełnił funkcję dziekana Wydziału Malarstwa i Grafiki gdańskiej Akademii Sztuk Pięknych, a od roku 1990 do 1993 był prorektorem uczelni. Został pochowany w kolumbarium cmentarza Srebrzysko w Gdańsku.

## Wybrane wystawy
Wystawy indywidualne:
- 1974 – Płaska przestrzeń, Galeria TPS, Gdańsk
- 1975 – Płaska przestrzeń II, Galeria EL, Elbląg[2]
- 1975 – Rysunek, Galeria EL, Elbląg
- 1976 – 44 Obrazy, Stocznia Gdańska, Gdańsk
- 1979 – Punkt wyjścia, Galeria GN, Gdańsk
- 1980 – Rysunek autonomiczny, Galeria Foto-Medium ART, Wrocław
- 1983 – Maszynopisanie, Galeria Wymiany, Łódź
- 1984 – Listy z Gdańska i inne, Galeria ON, Poznań
- 1987 – Rysunek anonimowy, Galeria BWA, Lublin
- 1988 – Przestrzeń przenośna II, Galeria Wschodnia, Łódź
- 1989 – Linia 1982-89, Galeria BWA, Sopot
- 1991 – Kilimandżaro, Pracownia Chwilowa, Konin
- 1991 – Pokaz sentymentalny, Galeria Arsenał, Białystok
- 1994 – 87°15' – mój ulubiony kąt, Galeria Moje Archiwum, Koszalin
- 1995 – Videolustro sentymentalne, Pracownia Chwilowa, Konin
- 1995 – Per pedes ad astra, Galeria Wyspa, Gdańsk
- 1995 – Oko w oko, Galeria Na Piętrze, Toruń
- 1997 – Potęga malarstwa, Galeria Moje Archiwum, Koszalin
- 1999 – O braku symetrii, Państwowa Galeria Sztuki, Sopot
- 2000 – O braku symetrii 2, Galeria BWA, Zielona Góra
- 2008 – Kilka obrazów dla Wschodniej, Galeria Wschodnia, Łódź
- 2012 – To tylko światło, Państwowa Galeria Sztuki w Sopocie, Sopot[2]

Wystawy zbiorowe:

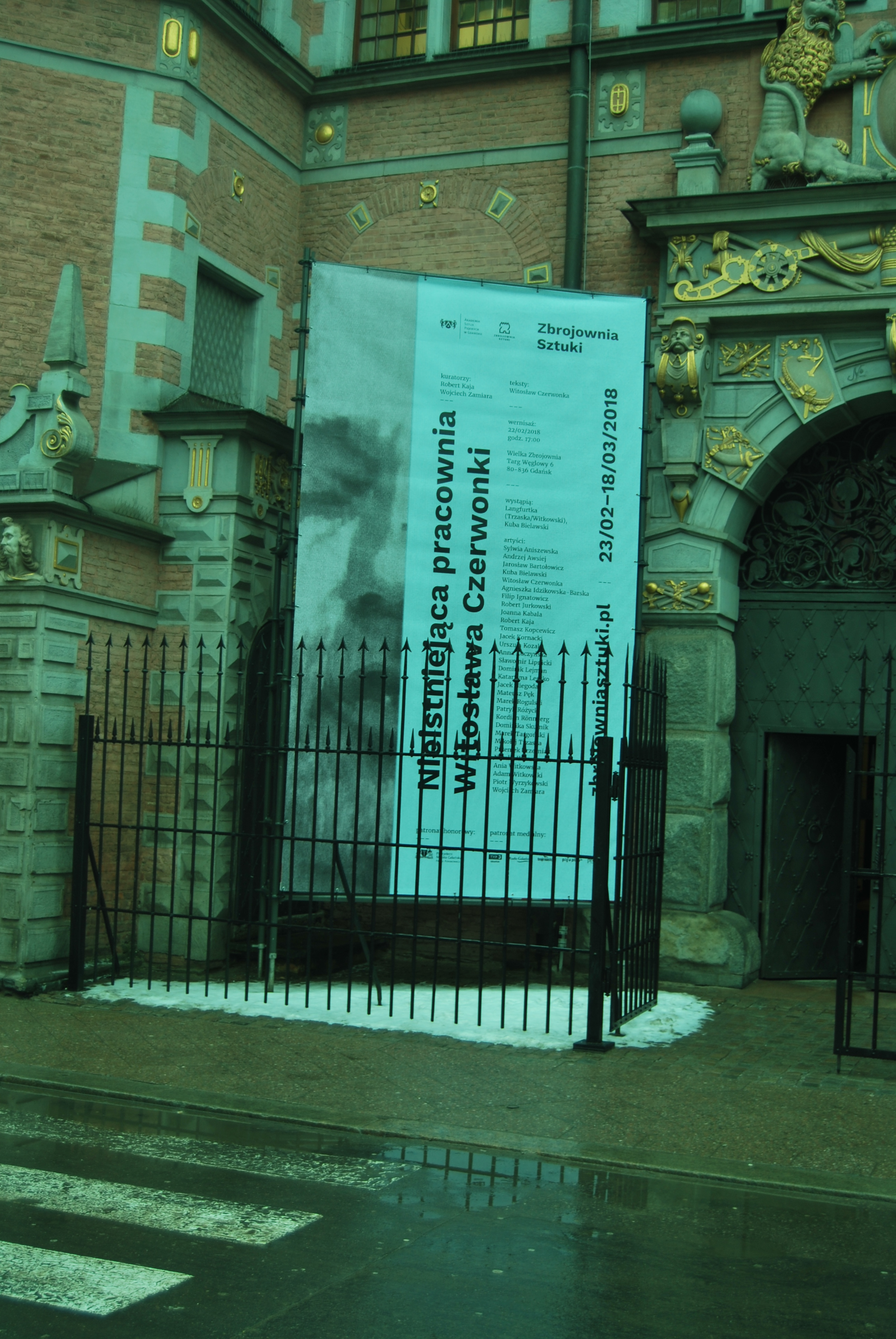
Plakat wystawy, ASP w Gdańsku, luty/marzec 2018

| - 1973 – Grafika Gdańska, Muzeum Miejskie, Kalmar (Szwecja) - 1974 – Triennale rysunku, Muzeum Architektury, Wrocław - 1974 – 18 grafików z gdańska, Galeria H. Andersza, Malmö (Szwecja) - 1974 – Młode malarstwo, rzeźba, grafika, Galeria BWA, Sopot - 1974 – VII Festiwal Polskiego Malarstwa, Zamek Książąt Pomorskich, Szczecin - 1974 – Bielska Jesień 74, Galeria BWA, Bielsko-Biała - 1975 – II Konkurs im. J. Spychalskiego, Galeria Arsenał, Poznań - 1975 – Bielska Jesień 75, Galeria BWA, Bielsko-Biała - 1975 – Biennale Sztuki Gdańskiej, Galeria BWA, Sopot - 1977 – Malarstwo gdańskie, Muzeum Miejskie, Kilonia (Niemcy) - 1977 – II Biennale Plakatu, Muzeum Plakatu, Lahti (Finlandia) - 1977 – Postawy, Galeria Awangarda, Wrocław - 1978 – Granice I, Galeria AUT, Gdańsk - 1978 – Triennale Rysunku, Muzeum Architektury, Wrocław - 1978 – Biennale Sztuki Młodych, Galeria BWA, Sopot - 1978 – IX Festiwal Polskiego Malarstwa, Zamek Książąt Pomorskich, Szczecin - 1979 – Systemy, Galeria AUT, Gdańsk - 1979 – Porównania VIII, Galeria BWA, Sopot - 1980 – Konfrontacje, Galeria BWA, Gorzów Wielkopolski - 1980 – Poszukiwania 79, Galeria BWA, Bydgoszcz - 1980 – Linia, Międzynarodowe Spotkania Artystów, Naukowców i Teoretyków Sztuki, Osieki - 1981 – Nowe zjawiska w sztuce polskiej 70-80, Galeria BWA, Sopot - 1981 – Międzynarodowe Spotkania Artystów, Naukowców i Teoretyków Sztuki, Osieki | - 1991 – WRO '91, Ośrodek Grotowskiego, Wrocław - 1991 – Polish Video in The Eighties, Teatr Mandala, Kraków - 1993 – K-18 Energetische Konstruktion, Galeria K-18, Kassel - 1993 – Film and Video in Poland, Kopenhagen - 1993 – Central European AV Media, Graz - 1994 – VIP, Muzeum Sztuki, Łódź - 1994 – Konzeption PL, Turm, Kunstverein Greven, Niemcy - 1994 – Videoprzestrzenie, Państwowa Galeria Sztuki, Sopot - 1994 – Video instalacje, performance (VIP), Muzeum Sztuki, Łódź - 1995 – Sztuka Pomorza, Zamek Książąt Pomorskich, Szczecin - 1997 – Nieistniejąca Pracownia, Galeria Arsenał, Białystok - 1997 – Przez Białystok, Galeria Arsenał, Białystok - 1999 – Public Relations, CSW „Łaźnia”, Gdańsk. |